# بيخاتش
بيخاتش أو بيهاتش أو بيهاج (بالبوسنوية: Bihać)‏ مدينة تعد المركز الإداري لكانتون يونا-سانا ضمن اتحاد البوسنة والهرسك. تقع على ضفة نهر أونا في شمال غرب البوسنة والهرسك، في منطقة بوسانسكا كرايينا. بلغ عدد سكانها منذ عام 2013، 56261 نسمة.

## الاقتصاد
يعتبر القطاع الزراعي من القطاعات المهمة نظراً لخصوبة التربة واتساع الأراضي الزراعية.

## التعليم
بها كلية دراسات إسلامية.

## توأمة
لبيخاتش اتفاقيات توأمة مع كل من:
- نوفو ميتسو
- فيلفرانش دي روجر
- Kikinda [الإنجليزية]‏
- بوندينو
- ألياجا منذ (2018 - )[9]

## أعلام
- هيلينا بيشوفيتش
- نيكولا كوغا
- زلاتكو ديديتش
- إينا كاديتش
- نيكولا ستيبتش
- عبد الحليم علي خريسات
- عرفان ليوبيانكيتش